# Athesans-Étroitefontaine
Athesans-Étroitefontaine là một xã thuộc tỉnh Haute-Saône trong vùng Bourgogne-Franche-Comté phía đông nước Pháp.